# Сиськовский
Сиськовский — хутор в Кумылженском районе Волгоградской области. Входит в Кумылженское сельское поселение.

## История
Прежнее название хутора — Сиськов, точная дата переименования неизвестна.

## География
Расположен в левобережье Хопра в 14 км к западу от станицы Кумылженская, в 64 км от Михайловки и в 200 км к северо-западу от Волгограда. К западу и югу от хутора простирается пойма Хопра.

## Население
| 2010 |
| ---- |
| 47   |

Гендерный состав
По данным Всероссийской переписи населения 2010 года в гендерной структуре населения из 47 человек мужчин — 22, женщин — 25 (46,8 и 53,2 % соответственно).
Национальный состав
Согласно результатам переписи 2002 года, в национальной структуре населения
русские составляли 94 % из общей численности населения в 84 человека.

## Инфраструктура
Личное подсобное хозяйство.
Ведётся газификация хутора. Строительство газопровода в х. Сиськовский включено в областную целевую программу «Газификация Волгоградской области на 2013—2017 годы»

## Транспорт
Автодорог с твёрдым покрытием и железных дорог нет. Ближайшая автодорога Михайловка — Миллерово проходит в 5 км к востоку от хутора.